# À-valoir
Un à-valoir est un paiement partiel, à déduire de ce qui est dû. C'est donc équivalent à un acompte.
Lorsqu'un auteur est payé en droits d'auteur, c'est-à-dire en pourcentage sur les ventes, les contrats d'édition de livre ou de production audiovisuelle mentionnent le plus souvent un tel à-valoir. Il consiste en le versement à la signature du contrat d'une avance sur les droits d'auteur.
Cet à-valoir est définitivement acquis, même si les droits d'auteur se révèlent d'un montant total plus faible que l'à-valoir.
Il sera déduit des droits d'auteur si ces derniers sont plus élevés que l'à-valoir.